# Alexianerkloster Düren
Das Alexianerkloster stand in der Dürener Dr.-Overhues-Allee.
Nachdem die Gemeinschaft der Alexianerbrüder mit Mutterhaus in Neuss im Jahre 1901 das Grundstück am Lendersdorfer Weg 62 (heute Dr.-Overhues-Allee) in Düren erworben hatten, genehmigte der Erzbischof im November des gleichen Jahres die Errichtung einer Filialniederlassung mit zum Zweck der ambulanten Krankenpflege und der Leitung eines Arbeiterhospizes. Nach der im Mai 1902 erfolgten staatlichen Genehmigung mietete man die erste Etage des Cornelyschen Haus Kaiserplatz 42, und später um 1910 zusätzlich das Haus in der Oberstraße 79 an. Die ersten drei Brüder des Konventes reisten am 21. Juni 1902 von Neuss ab. Weitere folgten bald, so dass die hier geübte ambulante Pflege zunächst von sechs bis zehn Brüdern ausgeübt werden konnte. 
Im Frühjahr 1903 begann man mit dem Bau eines eigenen Klosters mit Kapelle am Lendesdorfer Weg 62, das samt Kapelle am 28. August 1904 dem heiligen Joachim geweiht wurde. Die Genehmigung zur Aufnahme von Pensionären erteilte die erzbischöfliche Behörde am 6. September 1904, die staatliche Seite 1906. 
Das Haus, dessen Konvent 1934 fünf Brüder zählte, wurde am 16. November 1944 bei einem Bombenangriff zerstört. Die Brüder überlebten und kehrten ins Mutterhaus nach Neuss zurück. Der Konvent konnte nach dem Zweiten Weltkrieg aus Personalmangel nicht wieder errichtet werden.
2017 wird auf dem ehemaligen Klostergrundstück der Anbau des Altenheimes St. Nikolaus errichtet.